# Loma Linda (Texas)
Loma Linda es un lugar designado por el censo ubicado en el condado de San Patricio en el estado estadounidense de Texas. En el Censo de 2010 tenía una población de 122 habitantes y una densidad poblacional de 37,5 personas por km².

## Geografía
Loma Linda se encuentra ubicado en las coordenadas 28°0′25″N 97°29′58″O / 28.00694, -97.49944. Según la Oficina del Censo de los Estados Unidos, Loma Linda tiene una superficie total de 3.25 km², de la cual 3.25 km² corresponden a tierra firme y (0%) 0 km² es agua.

## Demografía
Según el censo de 2010, había 122 personas residiendo en Loma Linda. La densidad de población era de 37,5 hab./km². De los 122 habitantes, Loma Linda estaba compuesto por el 76.23% blancos, el 4.92% eran afroamericanos, el 0% eran amerindios, el 0% eran asiáticos, el 0% eran isleños del Pacífico, el 17.21% eran de otras razas y el 1.64% pertenecían a dos o más razas. Del total de la población el 69.67% eran hispanos o latinos de cualquier raza.